# Leslie Odom Jr.
Leslie Odom Jr., född 6 augusti 1981 i Queens, New York, är en amerikansk skådespelare och sångare.
Odom är bland annat känd för sin medverkan i musikalen Hamilton, där han spelade Aaron Burr. Odom Jr. fick ett Tony-pris för Bästa prestation för en manlig huvudroll i musikal för sin roll som Burr. Han är även med i filmerna Red Tails, Mordet på Orientexpressen och Glass Onion: A Knives Out Mystery.